# Protomycena electra
Protomycena electra — викопний вид грибів монотипного роду Protomycena Hibbett, D. Grimaldi & Donoghue 1997.
Добре збережені рештки плодового тіла гриба знайдені у відкладеннях бурштину епохи міоцену з Домініканської республіки. Плодове тіло шапинкове, за морфологією подібне до сучасного роду Міцена (Mycena).
Зразок бурштину, який містить голотип виду Protomycena electra знаходиться в приватній колекції Етторе Мороне [Ettore Morone], Турин, Італія. Він був наданий співробітнику Американського музею природної історії в Нью-Йорку Д. Грімальді, який виконав дослідження спільно зі співробітниками Гарвардського університету (Кембридж, Массачусетс) Д. Хіббеттом і М. Донохью. Результати досліджень і таксономічний опис гриба опубліковані в 1997 році в журналі Ботанічного товариства Америки «American Journal of Botany».

## Назва
Назва роду Protomycena походить від дав.-гр. πρῶτος («перший») та назви роду Mycena. Видовий епітет — від дав.-гр. ἤλεκτρον («бурштин»).

## Зразок
Домініканський бурштин — це скам'яніла смола дерев роду Hymenaea родини бобових (Fabaceae), його родовище займає площу близько 400 км² в горах Кордильєра-Септентріональ на висоті 500—1000 метрів над рівнем моря. Вік бурштину з домініканського родовища спочатку був визначений в ~40 млн років (еоцен), але згодом з'явилися дані, що суперечать такому датуванню і був зазначений вік 23-30 або 15-20 млн років.
Точне місце знахідки зразку з включенням гриба Protomycena electra невідомо. Зразок являє собою чистий шматок бурштину світло-жовтого кольору розмірами 2,5 × 4,5 см, був відполірований. На відміну від бурштину з Нью-Джерсі, в якому був знайдений гриб Archaeomarasmius leggetti, не має тріщин і містить добре збережене включення гриба, поруч з яким є порожнина з рідиною і бульбашкою газу, що свідчить про повну герметичність інклюзу.

## Опис гриба
Плодове тіло бліде, крізь бурштин виглядає жовтуватим. Шапинка діаметром 5 мм і висотою 4 мм, округла, опукла, злегка дзвоноподібна. Поверхня її в центрі гладка, біля краю стає рубчастою, прозорою, край підведений (англ. slightly flared). Гіменофор пластинчастий, пластинки рідкі, широко прикріплені, помірно широкі, є анастомозуючі пластиночки різної довжини. Краї пластинок цільні. Ніжка викривлена, циліндрична, розмірами 0,75 × 10 мм, з гладкою або незначно текстурованою поверхнею (визначення характеру поверхні утруднено наявністю в бурштині бульбашок з рідиною або газом). Основа ніжки відірвана, будь-які структури прикріплення до субстрату (ризоморфи, залишки міцелію) відсутні. Залишки покривал відсутні. Базидіоспори гладкі, з чітким гілярним відростком.

## Систематика
Хіббеттом і співавторами гриб був віднесений до підродини Myceneae родини трихоломових (Tricholomataceae) на підставі тільки макроскопічних ознак плодового тіла, яке за габітусом (дзвоноподібна форма шапинки, рубчастий край) та відсутністю покривал відповідає сучасному роду Міцена (Mycena). Автори відзначають, що, як і у випадку з викопним грибом Archaeomarasmius leggetti, віднесення описаного ними роду до родини є умовним. Також наголошується, що гриб може мати близьку спорідненість і з іншими дрібними представниками трихоломоїдних грибів, наприклад, з родом Marasmius. Є, однак, чіткі відмінності від викопного гриба Coprinites dominicana, також знайденого у зразку домініканського бурштину і описаного в 1990 році — цей гриб має складчасто-гребінчасту шапинку і пластинки без анастомозів.